# レッド (ポケットモンスターSPECIAL)
レッドは、漫画『ポケットモンスターSPECIAL』に登場する架空の人物である。

## プロフィール
- 性別：男
- 誕生日：8月8日[1][2]
- 星座：獅子座
- 年齢：11歳(第1章)[1]→13歳(第2章)[1]→14歳(第3章)[1]→16歳(第5章[2]・第6章)[1]→20歳(第13章)
- 血液型：O型[1][2][2]
- 身長：172cm[1]
- 体重：58kg[1]
- 利き腕：左（両方同じぐらい使える）[1]
- 出身地：カントー地方・マサラタウン[1][2]
- 賞歴：第9回カントー地方ポケモンリーグ優勝[1][2]
- 特技：ポケモンバトル[1]
- 資格：トキワジムリーダー(辞退)
- 初登場：第1話 VSミュウ
- 登場章：第1章・第2章・第3章・(第4章)・第5章・第6章・(第7章)・(第9章)・第13章
- 登場巻：1-4・6・7・9・(11)・(12)・13-15・(21)・22-26・(27)・(28)・29・(37)・(38)・(41)・(43)
- 持ち物：ポケモン図鑑（初代→4代目）、ポケギア[3]、ボイスチェッカー[4]、バトルサーチャー[5]、トライパス[4]、レインボーパス、自転車[1][6]、クチバ湾の進化の石（ほのおのいし・かみなりのいし・みずのいし）[7]、ポケモンの笛、ダウジングマシン、絶縁グローブ[1][8][9]、運命のスプーン[10][3]、キーストーン[11]、フシギバナイト[11]
- 代名詞：戦う者（ポケモンバトル）[12]
- 人気投票：1位（2005年[13]・2011年[14]共に）

## 人物
第1章・第5章の主人公。ゲーム版『ポケットモンスター 赤・緑・青・ピカチュウ』・『ポケットモンスター ファイアレッド・リーフグリーン』の主人公及び、『ポケットモンスター 金・銀・クリスタル』・『ポケットモンスター ハートゴールド・ソウルシルバー』の登場人物であるレッドをモデルとしている。一人称は「オレ」。小さい頃から出身地・マサラタウンの中で強いトレーナーとして、そこそこ名が通るような実力者であった。
赤い帽子がトレードマークの、熱血で誠実な少年。当初は少し短気で自信過剰なところもあったが、物語が進むにつれて成長した。あっけらかんとしていてやや楽天家な性格であり、天然な一面もある。グリーンとは、当初は彼に見下されていたが、次第にお互い良いライバルとして認め合うようになる。異性に関しては、イエローやカスミから想いを寄せられている描写がある。ブルーに対しては初対面の際にボッタクリの道具を売りつけられたりと振り回されていたが、次第に信頼関係が生まれる。
ポケモンバトルに関しては、オーキド博士が名付けた“戦う者”の二つ名の通り、自身に不利な状況をも逆転の一手へと変えたり、鋭い観察眼を活かしたバトルの組み立てを行ったりする高いセンスを持つ。サファリゾーンで遭難した時は、わずかな所持品と途中で捕まえたポケモンだけで危機的状況を乗り越えている。
なお、未完結の章に登場する図鑑所有者を除けば、歴代図鑑所有者で唯一家族や血縁者が一切登場しておらず（存在すら明記されていない）、第5章では自身の祖父や両親のために戦うグリーン・ブルーを羨んでいるような描写がなされている。
容姿に関してはモデルとしているキャラクターのデザインとは異なる。また、第1章~第3章は瞳の色が茶色だったのに対し、第5章以降は基本的に赤色に統一されている。
第1章・第2章では帽子を後ろ向きに被っていたが、第3章以降は前に被るようになった。また同章までは『赤・緑・青・ピカチュウ』の男の子主人公の服装をモデルとした服装だったが、第5章から第13章は『ファイアレッド・リーフグリーン』の男の子主人公の服装をモデルとしたものに変わっている。なお、普段は分かりにくいが、第5章・第6章で上着を脱いだ際には筋肉質な体格をしていた。
『ポケットモンスターSPECIAL』における初代主人公であり、2005年・2011年に公式サイトで行われた人気投票では2回共に第1位に輝いた。

## 劇中での活躍
第1章（赤・緑・青編）
ある時偶然出会った幻のポケモン・ミュウにニョロ（ニョロゾ）で戦いを挑むがあっさりと敗北してしまい、己の非力さを知り強くなる方法を聞くためにオーキド博士の元へ向かうが手違いで管理されていたポケモンを逃がしてしまい、2人で全て捕獲し直す。その後オーキド博士から、ポケモンの生態を記録する“ポケモン図鑑”とフシギダネを渡され、「究極のポケモントレーナー」を目指してジム制覇の旅に出ることになる。
その道中でグリーン・ブルーを始めとする多くの人と出会い、サントアンヌ号やポケモンタワーなどカントー全土で暗躍するロケット団の陰謀に立ち向かう。マサラタウンに帰郷した際にオーキド博士が誘拐されたことを知って向かったシルフカンパニーではサンダーを従えるマチスを撃破、グリーン・ブルーと協力し「サ・ファイ・ザー」を倒した。更にトキワジムでのロケット団首領・サカキとの死闘でロケット団に決定的な打撃を与え、ハナダシティではかつてロケット団によって生み出され暴走してしまったミュウツーをカツラと共に捕獲する等の経緯を経て、憧れのポケモンリーグに出場し、グリーンとの決勝戦を制し第9回ポケモンリーグの優勝を遂げる。
第2章（イエロー編）
ポケモンリーグ優勝者として様々な相手からの挑戦状を受けていた。その1つとして四天王のシバから挑戦状を受け取り、戦いに赴いた後消息が分からなくなってしまう。実はピカだけを辛うじて逃がし、レッド自身はカンナによってオツキミ山で氷漬けにされたが、後にサカキに救われた。
サカキに渡された進化の石と運命のスプーンを手にスオウ島に辿り着き、シバとの戦いに勝利した後、グリーン・ブルーと共にイエローに加勢し、ワタルの野望の阻止に成功した。
第3章（金・銀・クリスタル編）
第1章で出会ったトキワシティに住む少女との約束を果たすため、1年前にカンナに受けた傷（本来ポケモンが受ける技を受けてしまった副作用）によって体調が不安定であったにも関わらず、トキワシティのジムリーダー試験を受ける。試験は合格だったものの、この状態ではジムリーダーを務めるのは無責任だと考え、辞退した。その後、療養方法としてシロガネ山の秘湯の存在を聞き、グリーンにリザードンを借りて旅立った。
その後はシロガネ山の治癒効果の高い秘湯に辿り着き、セキエイでの「仮面の男」事件に際して完治した状態で駆けつけ、壁に衝突寸前のリニアに閉じ込められていたジムリーダー達を救った。グリーン・ブルーと共にイツキ・カリンと交戦した後は、初代図鑑所有者の1人としてゴールド達を援護し、最終的に「仮面の男」・ヤナギの野望を阻止した。ラストではゴールドと共にシロガネ山に修行に向かう。
第4章（ルビー・サファイア編）
サファイアの回想シーン内でシルエットで登場。
5歳の時にルビーとの会話で、カントー地方で11歳の少年がポケモンリーグで優勝した事を話しており、この事からレッドの話が他地方にまで伝わっていると分かる。
第5章（ファイアレッド・リーフグリーン編）
デオキシスを手に入れようと企むサカキ達ロケット団の思惑に巻き込まれ、グリーン・ブルーと共に導かれるようにナナシマへとやって来た。
デオキシスに両親を攫われたブルーを目の当たりにした事で瞋恚に燃え、デオキシスと再戦し、倒す事を決意する。キワメから究極技の伝承を受けた後、5の島を襲撃したロケット団三獣士の1人チャクラを倒すも直前の声明を聞いて襲われた人達に心ない言葉を浴びせられ、直後に現れたデオキシスと交戦し敗北する。心に深い傷を負い、心が折れかけてしまうが、自らの意思で再び立ち上がった。そしてミュウツーと再会した後、ロケット団の戦闘艇でサカキと1対1（ミュウツーとデオキシス）の勝負を挑まれる。戦いに応じたレッドは、一時絶望的な状況に追い込まれるも決して屈せず戦況を覆し、勝利する。
サカキとの交戦後、チャクラにジャックされ危険な状態に陥った戦闘艇に残り、被害を抑えるべく、デオキシス達と共に奮闘。被害を出さず無事着陸させる事に成功したが、最終盤に三獣士のサキがデオキシスを捕らえようと放ったボールの光と、それを阻止しようとしたミュウツーの力がぶつかりあった衝撃に巻き込まれ、石化してしまう。
第6章（エメラルド編）
ハギ名誉艦長によって石化した状態でホウエン地方のバトルフロンティア内に運ばれ、エメラルドのジラーチへの願いにより復活する。
レッドのニョロ・ゴールドのニョたろう（ニョロトノ）の連携で鎧流（ガイル・ハイダウト）の甲冑を粉砕し、バトルフロンティアの危機を救った。
第9章（ハートゴールド・ソウルシルバー編）
ゴールドの回想シーン中にて登場。ゴールドとシロガネ山で修行しているところをコガネラジオのディレクターに盗み見される。
この時にコガネラジオのディレクターがレッドの手持ちに感銘を受け、テレビ局のプロデューサーに抜擢された際に「タウリナーΩ」の企画をするきっかけとなる。
第13章（オメガルビー・アルファサファイア編）
マサキから珠の欠片に変化が起こった事を聞き、ブルーやナナミと共にマサキの家に訪れるが、珠の欠片をマツブサ・アオギリに奪われてしまう。惑星の危機が迫る中ブルーと共にホウエン地方に向かい、マツブサ・アオギリ、ゲンシカイキしたグラードン・カイオーガと交戦。伝説のポケモンには敵わず意識を失ったまま漂流する事になったが、同様に星の危機を察知していたサカキに救出されルビー達に合流、彼らに隕石とデオキシスの関連の可能性について伝えた。
その後は迎撃チームに参加してルネシティ上空に待機、メガレックウザが大穴を開けたグランメテオΔに向けて攻撃を放ち隕石を粉々に砕いた。

## 所有ポケモン
手持ちと控え共に第6章現在のメンバー（第1章最終メンバーと同じ）。ポケモンの種族名の一部を取ってニックネームとしている。1巻の時点ではニックネームは付けておらず、種族名で呼んでいた。
第3章でシロガネ山に向かった時はピカをイエローに預け、グリーンとの間でギャラとリザードンを交換、ブルーからカメちゃんを借りていた。
なお、第7章に登場するテレビ番組である『タウリナーΩ』は、このレッドの手持ちメンバーを基に制作されている。

### 手持ち
フッシー
- フシギダネ♂→フシギソウ♂→フシギバナ♂←→メガフシギバナ♂ Lv.84
- 特性：しんりょく[1]←→あついしぼう 性格：おとなしい 個性：ちょっぴりごうじょう
- 初登場：第2話　VSゴーリキー
- 技："あまいかおり"・"いあいぎり"・"ソーラービーム"・"つるのムチ"・"どくのこな"・"ねむりごな"・"ハードプラント"・"はっぱカッター"・"やどりぎのタネ"

レッドがオーキド研究所を訪れた際、他のポケモンと共に逃がしてしまった後、無人状態だったトキワジムでゴーリキーを一緒に倒し、それを見たオーキド博士から譲り受ける。
レッドと共に旅をする中、幾度の戦いを経てタマムシシティに向かう途中でフシギソウに、そしてシルフカンパニーでの最終決戦の中でフシギバナに進化する。
第5章ではキワメの修行により、「草の究極技」"ハードプラント"を習得する。トレーナータワーでの戦いで、グリーンのリザードンと一時的に交換する。
第6章ではクリスタルのメガぴょん（メガニウム）・エメラルドのジュカインと共に、「草の究極技」"ハードプラント"を放った。
第7章で登場するテレビ番組「タウリナーΩ」では、司令として登場し、他のメンバーを取り仕切っている。
第13章ではメガシンカできるようになる。
2011年に行われた人気投票ポケモン部門での順位は19位。
ピカ
- ピカチュウ♂ Lv.88
- 特性：せいでんき[1] 性格：なまいき[1] 個性：きがつよい[1]
- 初登場：第4話 VSピカチュウ
- 技[1]："アイアンテール"・"いかり"・"かげぶんしん"・"がまん"・"かみなり"・"10まんボルト"・"でんきショック"・"でんじは"・"どくどく"・"なみのり"・"フラッシュ"・"ボルテッカー"・"みがわり"

トキワの森出身で、ニビシティで悪戯していた所をレッドに捕獲される。強力な電撃の使い手で、じめんタイプのポケモンにもダメージを与えられる。捕獲当初は全くレッドに懐かなかったが、タケシとの戦いで体を張って護ってくれたことから徐々に仲良くなり、第1章終盤のサカキとの戦いで真の実力を見せる。第1章では、"かげぶんしん"を"みがわり"に昇華させた。
第2章では、四天王に敗れて氷漬けにされる直前だったレッドに逃がされ、傷を負いながらも何とかオーキド博士の研究所まで逃げ延びた。その後オーキド博士の研究所にやってきたイエローと出会い、共にレッド探しの旅に出た。第2章の終盤でサカキと再会し、自分の故郷を悪事に利用した彼に対して敵意を向けていた。また、この章では"みがわり"を"なみのり"に昇華させた。スオウ島のワタル戦にて"いかり"と"がまん"でパワーを溜め「100まんボルト」を放った。
第3章でもイエローの手持ちに加わり、イエローのチュチュ（♀のピカチュウ）との間にタマゴが発見され、後にそのタマゴはゴールドが孵化させている。
現時点で単行本の表紙に登場した回数が9回と、ポケモンの中では最も多い。2011年に行われた人気投票ポケモン部門での順位は1位（475票）。
第5章ではレッドの元に戻り、レッド達が石化した時、チュチュと共にボールの外に出ていた為、石化を逃れる。
第6章ではレッド達の後を追い、チュチュと共にホウエン地方のバトルフロンティアへ向かう。そしてチュチュ・ピチュと共に「電気の究極技」"ボルテッカー"を放つ。
第7章で登場するテレビ番組「タウリナーΩ」では、ピカ隊員として登場しタウリプレーンを操っていた。
ニョロ
- ニョロモ♂→ニョロゾ♂→ニョロボン♂ Lv.80
- 特性：しめりけ 性格：ゆうかん 個性：ちからがじまん
- 初登場：第1話 VSミュウ
- 技："おうふくビンタ"･"かげぶんしん"・"かわらわり"・"きあいパンチ"･"こころのめ"･"ちきゅうなげ"･"みずでっぽう"･"れいとうビーム"

レッドが最初に捕まえた幼馴染のポケモンで、レッドからの信頼も篤い。
ニョロモの時に川に落ちたレッドを助ける際ニョロゾに進化し、サントアンヌ号でのマチスとの戦いで海に落とされたレッドを助ける時、クチバ湾の海底に沈む「みずのいし」に触れてニョロボンに進化する。それ以降は格闘戦士として、チームの切り込み役を担う。
レッドが幼い頃から、地面に水を流し、すかさず"れいとうビーム"で凍らせて敵の足を封じ、煙幕に紛れて逃げる手をよく使っていたらしい。
人気投票ポケモン部門での順位は6位（69票）。
第3章でも手持ちポケモンに入っているが、ジムリーダー試験開始前に姿が描かれるのみで、出番がほとんどない。第5章では、チャクラのフォレトスの"だいばくはつ"を特性の「しめりけ」で防いだり、ハガネールに"きあいパンチ"を放つなどで活躍している。
第6章では以前シロガネ山で特訓した、ゴールドのニョたろうとの連携攻撃でガイル・ハイダウトを追い詰めるなどの活躍を見せる。
第7章で登場するテレビ番組「タウリナーΩ」では、ニョロ隊員として登場しタウリライナーを操っていた。
ゴン
- カビゴン♂ Lv.89
- 特性：めんえき 性格：わんぱく 個性：からだがじょうぶ
- 初登場：第12話 VSカビゴン
- 技："かいりき"･"かたくなる"･"じしん"･"ずつき"・"すてみタックル"・"ねむる"・"はらだいこ"・"メガトンキック"・"メガトンパンチ"

レッドが参加した自転車レースのコースである釣りの名所で寝ていた所を蜂蜜の臭いにつられて起き上がり、捕獲される。餌代が非常にかかるのが問題で、自転車レースの賞金も餌代（とテントの修理費）に使い切ってしまうほど。
最高速度のリニアを真正面から停めるほどの怪力の持ち主で、バトルではそのパワーを活かして戦う。その役割上、作中ではグリーンのカイリキーと戦うことが多い。
第7章で登場するテレビ番組「タウリナーΩ」では、ゴン隊員として登場しタウリレスキューを操っていた。
第9章にて、エメラルドのカビゴン♀との間にタマゴが発見されていたことが判明する。
ギャラ
- ギャラドス♂ Lv.84
- 特性：いかく 性格：さみしがり 個性：あばれるのがすき
- 初登場：第6話 VSギャラドス
- 技："なみのり"･"のしかかり"･"ハイドロポンプ"・"はかいこうせん"・"りゅうのいかり"

元はカスミのポケモンで、クラとの交換により"なみのり"を使えるポケモンがいなかったレッドにカスミが貸すも、そのまま返される事はなく正式にレッドの水上要因となっている。ロケット団の研究により性格が凶悪になった過去を持ち、手持ちに加わった当初はロケット団と関わった時にその後遺症が出ていた。メンバーに入りたての頃は「ギャラちゃん」と呼ばれていた。
第3章ではグリーンのリザードンと一時的に交換しており、シルバーの赤いギャラドスと共に、エンテイに同時攻撃を仕掛けた。
第7章で登場するテレビ番組「タウリナーΩ」では、ギャラ隊員として登場しタウリシップを操っていた。
プテ
- プテラ♂ Lv.85
- 特性：いしあたま 性格：せっかち 個性：ものおとにびんかん
- 初登場：第26話 VSファイヤー
- 技："そらをとぶ"・"ちょうおんぱ"・"とっしん"・"ドラゴンクロー"・"はかいこうせん"

サカキから譲り受けた化石「ひみつのコハク」から復元され、飛行要員となった。
第3章では、ジムリーダー試験時の手持ち6匹としては登場しないが、終了後のTRAINERS DATEでは手持ちとして表示されている。第5章ではアタックフォルムのデオキシス（個体･弐）に翼を貫かれ､しばらくの間再起不能となるが、チャクラのフォレトスの"だいばくはつ"を食い止めている。
第6章でガイルに操られていたバトルフロンティア内のポケモン達と戦っていた。
第7章で登場するテレビ番組「タウリナーΩ」では、プテ隊員として登場しタウリバルーンを操っていた。

### 控え
ブイ
- イーブイ♂→エーフィ♂ Lv.65
- 特性：てきおうりょく→シンクロ 性格：おっとり 個性：とてもきちょうめん
- 初登場：第19話 VSイーブイ
- 技："あさのひざし"・"サイコキネシス"・"じこあんじ"

タマムシシティでエリカから依頼され捕獲する。ロケット団の研究によって「相手のポケモンのタイプに応じて3種類のポケモン（シャワーズ・サンダース・ブースター）のいずれかに進化し、イーブイに退化する能力」を持っており、第2章では「伝説の石」を使う事によってその能力を自在に操る事ができた。
プテの加入により控えになるが、第2章でピカが抜けた手持ちを埋めるために加入、シバとの戦いでは前述の能力でレッドを勝利に導いた。第3章でもピカの代わりにメンバーに入り、エーフィに進化して能力を失うがその負荷も無くなる。
人気投票ポケモン部門での順位は4位（90票）。
進化の石を使った場合
「みずのいし」→シャワーズ♂
- 特性：ちょすい
- 技："とける"

「かみなりのいし」→サンダース♂
- 特性：ちくでん
- 技："ミサイルばり"

「ほのおのいし」→ブースター♂
- 特性：もらいび

ディグ
- ディグダ♂ Lv.33
- 特性：すながくれ 性格：すなお 個性：ものをよくちらかす
- 初登場：第18話 VSキュウコン
- 技："あなをほる"

第1章に登場。グリーンと手持ちが入れ替わった時に捕獲した。
サン
- サンド♂ Lv.31
- 特性：すながくれ 性格：がんばりや 個性：ひるねをよくする
- 初登場：第23話 VSブーバー
- 技："すなかけ"

第1章に登場。ニビシティでブーバーに出くわした時、高速でブーバーの周囲を駆け回り、大量の砂をかけて動けなくした。この時の出来事がサカキとの初対面となる。
ドリ
- ニドリーノ♂ Lv.52
- 特性：どくのトゲ 性格：ずぶとい
- 初登場：第1話 VSミュウ
- 第3章終了時にBOX MEMBERとして登場[46]。第1話で、子供達が捕まえられずに悩んでいた所を捕獲。

### その他
オニドリル
- 初登場：第9話 VSオニドリル
- 技："ドリルくちばし"

マサキが転送システムの事故でコラッタと融合してしまい、そこを通りかかったレッドに事情を話しているところを襲った。助けに入ったレッドを"ドリルくちばし"で追い詰めるもニョロ（ニョロゾ）の"れいとうビーム"で凍らされ、そのまま捕獲される。
なお、第3章終了時のBOX MEMBERには登場していない。
ウツボット
- 初登場：第21話 VSニドキング
- 技："しびれごな"・"どくのこな"・"ねむりごな"・"まきつく"

第1章に登場。サファリゾーンで遭難した際、手持ちがいない絶望的な状況の中、得意の機転で捕獲。また、最終的には複数捕獲している。ツルを駆使しニドキングに勝利した。
15巻に掲載された当時の歴代図鑑所有者の所持ポケモン一覧ではBOX MEMBERにすら入っていなかったが、ストーリー中に正確に捕獲している描写はある。
ゲーム本編では高さが1.7mという設定になっているが、サファリゾーンに登場するウツボットは巨大怪獣並みの大きさであり、口の直径はレッドの身長ぐらいある。
ニドキング
- 初登場：第21話 VSニドキング

第1章に登場。ニドクインを巡って別のニドキングと戦っていたが、レッドがそのニドクインを捕まえた為、襲いかかった。メカポッポに襲いかかろうとしたところをレッドが投げた石が左目に当たって負傷。再びレッドに襲いかかるが上記のウツボットに動きを封じられ、捕獲された。最終的には複数捕獲している模様。
15巻に掲載された当時の歴代図鑑所有者の所持ポケモン一覧ではBOX MEMBERにすら入っていなかったが、ストーリー中に正確に捕獲している描写はある。
ゲーム本編では高さが1.4mという設定になっているが、サファリゾーンに登場するニドキングは巨大怪獣並みの大きさであり、顔だけでもレッドの身長ぐらいある。
マダツボミ（複数）
ウツドン（複数）
タマタマ（複数）
パラセクト（複数）
サファリゾーンで捕獲した。

### 一時手持ち
リザードン（グリーン）
- リザード♂→リザードン♂

第1章でアクシデントにより一時的にレッドの手持ちとなる。
第3章では、シロガネ山へ向かうためにギャラと一時的に交換。
第5章では、フッシーと一時的に交換する。
ゴルダック（グリーン）
- ゴルダック♂

ストライク（グリーン）
- ストライク♂

ピジョット（グリーン）
- ピジョット♂

カイリキー（グリーン）
- ゴーリキー♂→カイリキー♂

ポリゴン（グリーン）
- ポリゴン

上記5匹は、リザードとともに第1章でアクシデントにより一時的に手持ちとなった。
カメちゃん（ブルー）
- カメックス♂

第3章において、レッドがシロガネ山に向かう時に託された。
クラ
- クラブ♀

第1章において、ギャラと交換した時にカスミに渡した。